# Heriades pogonura
Heriades pogonura là một loài Hymenoptera trong họ Megachilidae. Loài này được Benoist mô tả khoa học năm 1931.